# Thermocyclops schmeili
Thermocyclops schmeili – gatunek widłonoga z rodziny Cyclopidae. Opisali go w 1895 roku czeski zoolog A. Mrázek i niemiecki S.A. Poppe, nadając mu nazwę Cyclops schmeili.